# MLB Seizoen 2023
Het MLB Seizoen 2023, is het 122e seizoen van de Major League Baseball. Het voorseizoen, ook wel Spring Training begon op 24 februari en eindigde op 27 maart 2023. Het reguliere seizoen startte op 30 maart en eindigde op 1 oktober. De 93e Major League Baseball All-Star Game werd gespeeld op 11 juli 2023 in het stadion van de Seattle Mariners, namelijk T-Mobile Park. De start van het naseizoen, of te wel Postseason begon 3 oktober, en eindigde toen de Texas Rengers in Game 5 wonnen van de Arizona Diamondbacks.

## Teams

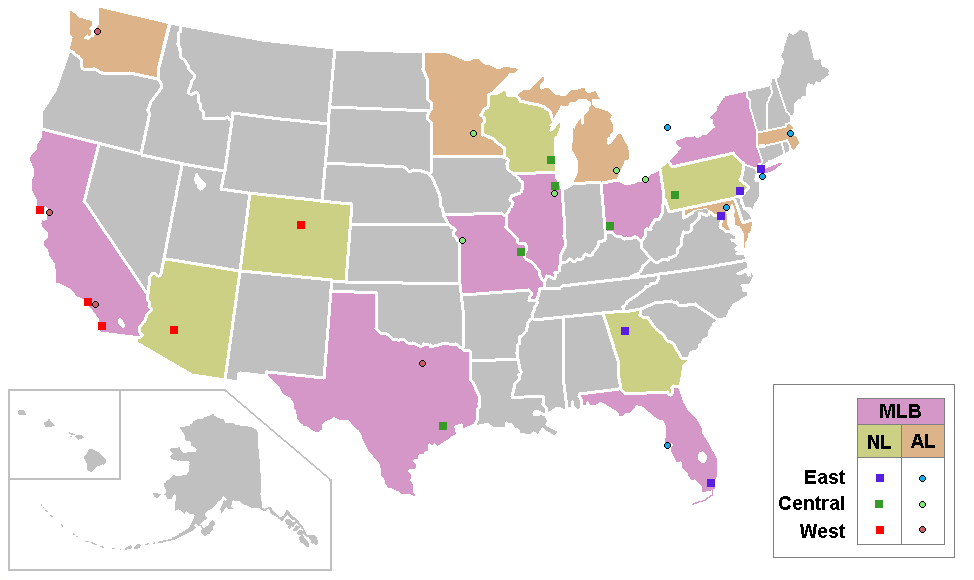
Thuisbasis huidige MLB-teams

De MLB competitie telt 30 teams. Er zijn twee leagues, namelijk de American League en de National League. Iedere league bestaat uit 15 teams. Deze zijn op zich weer verdeeld in 3 divisies van vijf teams (East, Central en West).

### American League 2023
| Divisie | Team                | Stad                     | Stadion                     |
| ------- | ------------------- | ------------------------ | --------------------------- |
| East    | Baltimore Orioles   | Baltimore, Maryland      | Oriole Park at Camden Yards |
| East    | Boston Red Sox      | Boston, Massachusetts    | Fenway Park                 |
| East    | New York Yankees    | Bronx, New York          | Yankee Stadium              |
| East    | Tampa Bay Rays      | St. Petersburg, Florida  | Tropicana Field             |
| East    | Toronto Blue Jays   | Toronto, Ontario, Canada | Rogers Centre               |
| Central | Chicago White Sox   | Chicago, Illinois        | Guaranteed Rate Field       |
| Central | Cleveland Guardians | Cleveland, Ohio          | Progressive Field           |
| Central | Detroit Tigers      | Detroit, Michigan        | Comerica Park               |
| Central | Kansas City Royals  | Kansas City, Missouri    | Kauffman Stadium            |
| Central | Minnesota Twins     | Minneapolis, Minnesota   | Target Field                |
| West    | Houston Astros      | Houston, Texas           | Minute Maid Park            |
| West    | Los Angeles Angels  | Anaheim, Californië      | Angel Stadium of Anaheim    |
| West    | Oakland Athletics   | Oakland, Californië      | Oakland Coliseum            |
| West    | Seattle Mariners    | Seattle, Washington      | T-Mobile Park               |
| West    | Texas Rangers       | Arlington, Texas         | Globe Life Field            |

### National League 2023
| Divisie | Team                  | Stad                       | Stadion                  |
| ------- | --------------------- | -------------------------- | ------------------------ |
| East    | Atlanta Braves        | Atlanta, Georgia           | Truist Park              |
| East    | Miami Marlins         | Miami, Florida             | LoanDepot Park           |
| East    | New York Mets         | Queens, New York           | Citi Field               |
| East    | Philadelphia Phillies | Philadelphia, Pennsylvania | Citizens Bank Park       |
| East    | Washington Nationals  | Washington, D.C.           | Nationals Park           |
| Central | Chicago Cubs          | Chicago, Illinois          | Wrigley Field            |
| Central | Cincinnati Reds       | Cincinnati, Ohio           | Great American Ball Park |
| Central | Milwaukee Brewers     | Milwaukee, Wisconsin       | American Family Field    |
| Central | Pittsburgh Pirates    | Pittsburgh, Pennsylvania   | PNC Park                 |
| Central | St. Louis Cardinals   | St. Louis, Missouri        | Busch Stadium            |
| West    | Arizona Diamondbacks  | Phoenix, Arizona           | Chase Field              |
| West    | Colorado Rockies      | Denver, Colorado           | Coors Field              |
| West    | Los Angeles Dodgers   | Los Angeles, Californië    | Dodger Stadium           |
| West    | San Diego Padres      | San Diego, Californië      | Petco Park               |
| West    | San Francisco Giants  | San Francisco, Californië  | Oracle Park              |

## Regulier Seizoen & Eindstanden

### American League
Na 162 wedstrijden | Betekenis afkortingen: Gewonnen | Verloren | Gemiddelde | Achterstand

★ Naar de American League Wild Card Series

Eindstand per 1 oktober 2023
American League East
| Team                      | G   | V  | Gem.  | A  | Thuis G - V | Uit G - V |
| ------------------------- | --- | -- | ----- | -- | ----------- | --------- |
| Baltimore Orioles (AL1)   | 101 | 61 | 0.623 | 0  | 49 - 32     | 52 - 29   |
| Tampa Bay Rays ★ (AL4)    | 99  | 63 | 0.611 | 2  | 53 - 28     | 46 - 35   |
| Toronto Blue Jays ★ (AL6) | 89  | 73 | 0.549 | 12 | 43 - 38     | 46 - 35   |
| New York Yankees          | 82  | 80 | 0.506 | 19 | 42 - 39     | 40 - 41   |
| Boston Red Sox            | 78  | 84 | 0.481 | 23 | 39 - 42     | 39 - 42   |

American League Central
| Team                    | G  | V   | Gem.  | A  | Thuis G - V | Uit G - V |
| ----------------------- | -- | --- | ----- | -- | ----------- | --------- |
| Minnesota Twins ★ (AL3) | 87 | 75  | 0.537 | 0  | 47 - 34     | 40 - 41   |
| Detroit Tigers          | 78 | 84  | 0.481 | 9  | 37 - 44     | 41 - 40   |
| Cleveland Guardians     | 76 | 86  | 0.469 | 11 | 42 - 39     | 34 - 47   |
| Chicago White Sox       | 61 | 101 | 0.377 | 26 | 31 - 50     | 30 - 51   |
| Kansas City Royals      | 56 | 106 | 0.346 | 31 | 33 - 48     | 23 - 58   |

American League West
| Team                  | G  | V   | Gem.  | A  | Thuis G - V | Uit G - V |
| --------------------- | -- | --- | ----- | -- | ----------- | --------- |
| Houston Astros (AL2)  | 90 | 72  | 0.556 | 0  | 39 - 42     | 51 - 30   |
| Texas Rangers ★ (AL5) | 90 | 72  | 0.556 | 0  | 50 - 31     | 40 - 41   |
| Seattle Mariners      | 88 | 74  | 0.543 | 2  | 45 - 36     | 43 - 38   |
| Los Angeles Angels    | 73 | 89  | 0.451 | 17 | 38 - 43     | 35 - 46   |
| Oakland Athletics     | 50 | 112 | 0.309 | 40 | 26 - 55     | 24 - 57   |

### National League
Na 162 wedstrijden | Betekenis afkortingen: Gewonnen | Verloren | Gemiddelde | Achterstand

✦ Naar de National League Wild Card Series 

Eindstand per 1 oktober 2023
National League East
| Team                          | G   | V  | Gem.  | A  | Thuis G - V | Uit G - V |
| ----------------------------- | --- | -- | ----- | -- | ----------- | --------- |
| Atlanta Braves (NL1)          | 104 | 58 | 0.642 | 0  | 52 - 29     | 52 - 29   |
| Philadelphia Phillies ✦ (NL4) | 90  | 72 | 0.556 | 14 | 49 - 32     | 41 - 40   |
| Miami Marlins ✦ (NL5)         | 84  | 78 | 0.519 | 20 | 46 - 35     | 38 - 43   |
| New York Mets                 | 75  | 87 | 0.463 | 29 | 43 - 38     | 32 - 49   |
| Washington Nationals          | 71  | 91 | 0.438 | 33 | 34 - 47     | 37 - 44   |

National League Central
| Team                      | G  | V  | Gem.  | A  | Thuis G - V | Uit G - V |
| ------------------------- | -- | -- | ----- | -- | ----------- | --------- |
| Milwaukee Brewers ✦ (NL3) | 92 | 70 | 0.568 | 0  | 49 - 32     | 43 - 38   |
| Chicago Cubs              | 83 | 79 | 0.512 | 9  | 45 - 36     | 38 - 43   |
| Cincinnati Reds           | 82 | 80 | 0.506 | 10 | 38 - 43     | 44 - 37   |
| Pittsburgh Pirates        | 76 | 86 | 0.469 | 16 | 39 - 42     | 37 - 44   |
| St. Louis Cardinals       | 71 | 91 | 0.438 | 21 | 35 - 46     | 36 - 45   |

National League West
| Team                         | G   | V   | Gem.  | A  | Thuis G - V | Uit G - V |
| ---------------------------- | --- | --- | ----- | -- | ----------- | --------- |
| Los Angeles Dodgers (NL2)    | 100 | 62  | 0.617 | 0  | 53 - 28     | 47 - 34   |
| Arizona Diamondbacks ✦ (NL6) | 84  | 78  | 0.519 | 16 | 43 - 38     | 41 - 40   |
| San Diego Padres             | 82  | 80  | 0.506 | 18 | 44 - 37     | 38 - 43   |
| San Francisco Giants         | 79  | 83  | 0.488 | 21 | 45 - 36     | 34 - 47   |
| Colorado Rockies             | 59  | 103 | 0.364 | 41 | 37 - 44     | 22 - 59   |

## Postseason Schema
In totaal gaan 12 teams door naar het postseason. De Wild Card Series bestaat uit acht teams, die een best-of-3 series spelen. Dit zijn de drie winnaars van de Wild Card en het 'slechtste' team van de 3 divisie winnaars. Tijdens de Division Series spelen de twee Wild Card Series winnaars tegen de twee beste divisie winnaars.
|  | Wild Card Series Best of 3 (ALWCS, NLWCS) | Wild Card Series Best of 3 (ALWCS, NLWCS) | Wild Card Series Best of 3 (ALWCS, NLWCS) |   |                       | Division Series Best of 5 (ALDS, NLDS) | Division Series Best of 5 (ALDS, NLDS) | Division Series Best of 5 (ALDS, NLDS) |  |     | League Championship Series Best of 7 (ALCS, NLCS) | League Championship Series Best of 7 (ALCS, NLCS) | League Championship Series Best of 7 (ALCS, NLCS) |  |     | World Series Best of 7 | World Series Best of 7 | World Series Best of 7 |
|  |                                           |                                           |                                           |   |                       |                                        |                                        |                                        |  |     |                                                   |                                                   |                                                   |  |     |                        |                        |                        |
|  | AL1                                       | Baltimore Orioles                         | -                                         |   |                       |                                        |                                        |                                        |  |     |                                                   |                                                   |                                                   |  |     |                        |                        |                        |
|  | -                                         | Geplaatste divisie winnaar                | -                                         |   |                       |                                        |                                        |                                        |  |     |                                                   |                                                   |                                                   |  |     |                        |                        |                        |
|  | -                                         | Geplaatste divisie winnaar                | -                                         |   | AL1                   | Baltimore Orioles                      | 0                                      |                                        |  |     |                                                   |                                                   |                                                   |  |     |                        |                        |                        |
|  |                                           |                                           |                                           |   | AL1                   | Baltimore Orioles                      | 0                                      |                                        |  |     |                                                   |                                                   |                                                   |  |     |                        |                        |                        |
|  |                                           | AL5                                       | Texas Rangers                             | 3 |                       |                                        |                                        |                                        |  |     |                                                   |                                                   |                                                   |  |     |                        |                        |                        |
|  | AL4                                       | AL5                                       | Texas Rangers                             | 3 | Tampa Bay Rays        | 0                                      |                                        |                                        |  |     |                                                   |                                                   |                                                   |  |     |                        |                        |                        |
|  | AL4                                       |                                           |                                           |   | Tampa Bay Rays        | 0                                      |                                        |                                        |  |     |                                                   |                                                   |                                                   |  |     |                        |                        |                        |
|  | AL5                                       | Texas Rangers                             | 2                                         |   |                       |                                        |                                        |                                        |  |     |                                                   |                                                   |                                                   |  |     |                        |                        |                        |
|  | AL5                                       | Texas Rangers                             | 2                                         |   |                       |                                        |                                        |                                        |  | AL5 | Texas Rangers                                     | 4                                                 |                                                   |  |     |                        |                        |                        |
|  |                                           |                                           |                                           |   |                       |                                        |                                        |                                        |  | AL5 | Texas Rangers                                     | 4                                                 |                                                   |  |     |                        |                        |                        |
|  |                                           | AL2                                       | Houston Astros                            | 3 |                       |                                        |                                        |                                        |  |     |                                                   |                                                   |                                                   |  |     |                        |                        |                        |
|  | AL2                                       | AL2                                       | Houston Astros                            | 3 | Houston Astros        | -                                      |                                        |                                        |  |     |                                                   |                                                   |                                                   |  |     |                        |                        |                        |
|  | AL2                                       |                                           |                                           |   | Houston Astros        | -                                      |                                        |                                        |  |     |                                                   |                                                   |                                                   |  |     |                        |                        |                        |
|  | -                                         | Geplaatste divisie winnaar                | -                                         |   |                       |                                        |                                        |                                        |  |     |                                                   |                                                   |                                                   |  |     |                        |                        |                        |
|  | -                                         | Geplaatste divisie winnaar                | -                                         |   | AL2                   | Houston Astros                         | 3                                      |                                        |  |     |                                                   |                                                   |                                                   |  |     |                        |                        |                        |
|  |                                           |                                           |                                           |   | AL2                   | Houston Astros                         | 3                                      |                                        |  |     |                                                   |                                                   |                                                   |  |     |                        |                        |                        |
|  |                                           | AL3                                       | Minnesota Twins                           | 1 |                       |                                        |                                        |                                        |  |     |                                                   |                                                   |                                                   |  |     |                        |                        |                        |
|  | AL3                                       | AL3                                       | Minnesota Twins                           | 1 | Minnesota Twins       | 2                                      |                                        |                                        |  |     |                                                   |                                                   |                                                   |  |     |                        |                        |                        |
|  | AL3                                       |                                           |                                           |   | Minnesota Twins       | 2                                      |                                        |                                        |  |     |                                                   |                                                   |                                                   |  |     |                        |                        |                        |
|  | AL6                                       | Toronto Blue Jays                         | 0                                         |   |                       |                                        |                                        |                                        |  |     |                                                   |                                                   |                                                   |  |     |                        |                        |                        |
|  | AL6                                       | Toronto Blue Jays                         | 0                                         |   |                       |                                        |                                        |                                        |  |     |                                                   |                                                   |                                                   |  | AL5 | Texas Rangers          | 4                      |                        |
|  |                                           |                                           |                                           |   |                       |                                        |                                        |                                        |  |     |                                                   |                                                   |                                                   |  | AL5 | Texas Rangers          | 4                      |                        |
|  |                                           | NL6                                       | Arizona Diamondbacks                      | 1 |                       |                                        |                                        |                                        |  |     |                                                   |                                                   |                                                   |  |     |                        |                        |                        |
|  | NL1                                       | NL6                                       | Arizona Diamondbacks                      | 1 | Atlanta Braves        | -                                      |                                        |                                        |  |     |                                                   |                                                   |                                                   |  |     |                        |                        |                        |
|  | NL1                                       |                                           |                                           |   | Atlanta Braves        | -                                      |                                        |                                        |  |     |                                                   |                                                   |                                                   |  |     |                        |                        |                        |
|  | -                                         | Geplaatste divisie winnaar                | -                                         |   |                       |                                        |                                        |                                        |  |     |                                                   |                                                   |                                                   |  |     |                        |                        |                        |
|  | -                                         | Geplaatste divisie winnaar                | -                                         |   | NL1                   | Atlanta Braves                         | 1                                      |                                        |  |     |                                                   |                                                   |                                                   |  |     |                        |                        |                        |
|  |                                           |                                           |                                           |   | NL1                   | Atlanta Braves                         | 1                                      |                                        |  |     |                                                   |                                                   |                                                   |  |     |                        |                        |                        |
|  |                                           | NL4                                       | Philadelphia Phillies                     | 3 |                       |                                        |                                        |                                        |  |     |                                                   |                                                   |                                                   |  |     |                        |                        |                        |
|  | NL4                                       | NL4                                       | Philadelphia Phillies                     | 3 | Philadelphia Phillies | 2                                      |                                        |                                        |  |     |                                                   |                                                   |                                                   |  |     |                        |                        |                        |
|  | NL4                                       |                                           |                                           |   | Philadelphia Phillies | 2                                      |                                        |                                        |  |     |                                                   |                                                   |                                                   |  |     |                        |                        |                        |
|  | NL5                                       | Miami Marlins                             | 0                                         |   |                       |                                        |                                        |                                        |  |     |                                                   |                                                   |                                                   |  |     |                        |                        |                        |
|  | NL5                                       | Miami Marlins                             | 0                                         |   |                       |                                        |                                        |                                        |  | NL4 | Philadelphia Phillies                             | 3                                                 |                                                   |  |     |                        |                        |                        |
|  |                                           |                                           |                                           |   |                       |                                        |                                        |                                        |  | NL4 | Philadelphia Phillies                             | 3                                                 |                                                   |  |     |                        |                        |                        |
|  |                                           | NL6                                       | Arizona Diamondbacks                      | 4 |                       |                                        |                                        |                                        |  |     |                                                   |                                                   |                                                   |  |     |                        |                        |                        |
|  | NL2                                       | NL6                                       | Arizona Diamondbacks                      | 4 | Los Angeles Dodgers   | -                                      |                                        |                                        |  |     |                                                   |                                                   |                                                   |  |     |                        |                        |                        |
|  | NL2                                       |                                           |                                           |   | Los Angeles Dodgers   | -                                      |                                        |                                        |  |     |                                                   |                                                   |                                                   |  |     |                        |                        |                        |
|  | -                                         | Geplaatste divisie winnaar                | -                                         |   |                       |                                        |                                        |                                        |  |     |                                                   |                                                   |                                                   |  |     |                        |                        |                        |
|  | -                                         | Geplaatste divisie winnaar                | -                                         |   | NL2                   | Los Angeles Dodgers                    | 0                                      |                                        |  |     |                                                   |                                                   |                                                   |  |     |                        |                        |                        |
|  |                                           |                                           |                                           |   | NL2                   | Los Angeles Dodgers                    | 0                                      |                                        |  |     |                                                   |                                                   |                                                   |  |     |                        |                        |                        |
|  |                                           | NL6                                       | Arizona Diamondbacks                      | 3 |                       |                                        |                                        |                                        |  |     |                                                   |                                                   |                                                   |  |     |                        |                        |                        |
|  | NL3                                       | NL6                                       | Arizona Diamondbacks                      | 3 | Milwaukee Brewers     | 0                                      |                                        |                                        |  |     |                                                   |                                                   |                                                   |  |     |                        |                        |                        |
|  | NL3                                       |                                           |                                           |   | Milwaukee Brewers     | 0                                      |                                        |                                        |  |     |                                                   |                                                   |                                                   |  |     |                        |                        |                        |
|  | NL6                                       | Arizona Diamondbacks                      | 2                                         |   |                       |                                        |                                        |                                        |  |     |                                                   |                                                   |                                                   |  |     |                        |                        |                        |